# Nyctimantis rugiceps
Nyctimantis rugiceps é uma espécie de anfíbio anuro da família Hylidae. Está presente na Colômbia, Equador, Peru, e possivelmente no Brasil.